# Jesús Navas
Jesús Navas González (phát âm tiếng Tây Ban Nha: [xesuz naβaz ɣonθaleθ]; sinh ngày 21 tháng 11 năm 1985) là một cựu cầu thủ bóng đá chuyên nghiệp người Tây Ban Nha từng thi đấu ở vị trí hậu vệ phải hoặc tiền vệ cánh phải.
Navas dành phần lớn sự nghiệp của mình khoác áo câu lạc bộ Sevilla và giành được tám danh hiệu lớn, trong đó có bốn cúp UEFA/UEFA Europa League và hai cúp Nhà vua Tây Ban Nha. Năm 2013, anh đã ký hợp đồng với Manchester City, nơi anh cùng với các đồng đội giành chức vô địch Premier League vào mùa giải 2013–14. Sau bốn mùa thi đấu khá ấn tượng trong màu áo Manchester City, anh trở về quê hương để đầu quân cho đội bóng cũ Sevilla vào năm 2017, qua đó tiếp tục giữ kỷ lục của câu lạc bộ về số trận ra sân thi đấu nhiều nhất với 689 trận.
Trong màu áo đội tuyển Tây Ban Nha từ năm 2009 đến năm 2024, Navas đã giúp Tây Ban Nha giành chức vô địch tại FIFA World Cup 2010, hai chức vô địch UEFA Euro (2012 và 2024) và UEFA Nations League 2022–23.

## Thống kê sự nghiệp

### Câu lạc bộ
| Câu lạc bộ          | Mùa giải            | Giải đấu            | Giải đấu | Giải đấu | Cúp quốc gia | Cúp quốc gia | Cúp liên đoàn | Cúp liên đoàn | Châu Âu | Châu Âu | Khác | Khác | Tổng cộng | Tổng cộng |
| Câu lạc bộ          | Mùa giải            | Hạng đấu            | Trận     | Bàn      | Trận         | Bàn          | Trận          | Bàn           | Trận    | Bàn     | Trận | Bàn  | Trận      | Bàn       |
| ------------------- | ------------------- | ------------------- | -------- | -------- | ------------ | ------------ | ------------- | ------------- | ------- | ------- | ---- | ---- | --------- | --------- |
| Sevilla Atlético    | 2002–03             | Segunda División B  | 6        | 0        | –            | –            | –             | –             | –       | –       | –    | –    | 6         | 0         |
| Sevilla Atlético    | 2003–04             | Segunda División B  | 23       | 3        | –            | –            | –             | –             | –       | –       | 6    | 0    | 29        | 3         |
| Sevilla Atlético    | 2004–05             | Segunda División B  | 4        | 0        | –            | –            | –             | –             | –       | –       | –    | –    | 4         | 0         |
| Sevilla Atlético    | Tổng cộng           | Tổng cộng           | 33       | 3        | 0            | 0            | 0             | 0             | 0       | 0       | 6    | 0    | 39        | 3         |
| Sevilla             | 2003–04             | La Liga             | 5        | 0        | –            | –            | –             | –             | –       | –       | –    | –    | 5         | 0         |
| Sevilla             | 2004–05             | La Liga             | 23       | 2        | 2            | 1            | —             | —             | 5       | 0       | —    | —    | 30        | 3         |
| Sevilla             | 2005–06             | La Liga             | 34       | 2        | 2            | 0            | —             | —             | 12      | 0       | —    | —    | 48        | 2         |
| Sevilla             | 2006–07             | La Liga             | 29       | 1        | 5            | 1            | —             | —             | 7       | 0       | 1    | 0    | 42        | 2         |
| Sevilla             | 2007–08             | La Liga             | 36       | 4        | 4            | 0            | —             | —             | 10      | 0       | 3    | 0    | 53        | 4         |
| Sevilla             | 2008–09             | La Liga             | 35       | 4        | 8            | 1            | —             | —             | 6       | 0       | —    | —    | 49        | 5         |
| Sevilla             | 2009–10             | La Liga             | 34       | 4        | 9            | 4            | —             | —             | 8       | 2       | —    | —    | 51        | 10        |
| Sevilla             | 2010–11             | La Liga             | 15       | 1        | 5            | 0            | —             | —             | 6       | 1       | 2    | 0    | 28        | 2         |
| Sevilla             | 2011–12             | La Liga             | 37       | 5        | 4            | 0            | —             | —             | 2       | 0       | —    | —    | 43        | 5         |
| Sevilla             | 2012–13             | La Liga             | 37       | 0        | 7            | 1            | —             | —             | —       | —       | —    | —    | 44        | 1         |
| Sevilla             | Tổng cộng           | Tổng cộng           | 285      | 23       | 46           | 8            | 0             | 0             | 56      | 3       | 6    | 0    | 393       | 34        |
| Manchester City     | 2013–14             | Premier League      | 30       | 4        | 5            | 0            | 5             | 2             | 8       | 0       | —    | —    | 48        | 6         |
| Manchester City     | 2014–15             | Premier League      | 35       | 0        | 2            | 0            | 2             | 1             | 7       | 0       | 1    | 0    | 47        | 1         |
| Manchester City     | 2015–16             | Premier League      | 34       | 0        | 2            | 0            | 6             | 1             | 10      | 0       | 0    | 0    | 52        | 1         |
| Manchester City     | 2016–17             | Premier League      | 24       | 0        | 4            | 0            | 2             | 0             | 6       | 0       | —    | —    | 36        | 0         |
| Manchester City     | Tổng cộng           | Tổng cộng           | 123      | 4        | 13           | 0            | 15            | 4             | 31      | 0       | 1    | 0    | 183       | 8         |
| Sevilla             | 2017–18             | La Liga             | 26       | 1        | 8            | 2            | —             | —             | 10      | 0       | —    | —    | 44        | 3         |
| Sevilla             | 2018–19             | La Liga             | 32       | 1        | 1            | 0            | —             | —             | 10      | 1       | 1    | 0    | 44        | 2         |
| Sevilla             | 2019–20             | La Liga             | 38       | 0        | 3            | 0            | —             | —             | 6       | 0       | —    | —    | 47        | 0         |
| Sevilla             | 2020–21             | La Liga             | 34       | 0        | 2            | 0            | —             | —             | 6       | 0       | 1    | 0    | 43        | 0         |
| Sevilla             | 2021–22             | La Liga             | 25       | 0        | 0            | 0            | —             | —             | 8       | 0       | —    | —    | 33        | 0         |
| Sevilla             | 2022–23             | La Liga             | 32       | 0        | 5            | 0            | —             | —             | 12      | 0       | —    | —    | 49        | 0         |
| Sevilla             | 2023–24             | La Liga             | 29       | 0        | 2            | 0            | —             | —             | 4       | 0       | 1    | 0    | 36        | 0         |
| Sevilla             | 2024–25             | La Liga             | 15       | 1        | 1            | 0            | —             | —             | —       | —       | —    | —    | 16        | 1         |
| Sevilla             | Tổng cộng           | Tổng cộng           | 231      | 3        | 22           | 2            | 0             | 0             | 56      | 1       | 3    | 0    | 312       | 6         |
| Tổng cộng sự nghiệp | Tổng cộng sự nghiệp | Tổng cộng sự nghiệp | 672      | 33       | 81           | 10           | 15            | 4             | 143     | 4       | 16   | 0    | 927       | 51        |

1. ↑  Bao gồm Copa del Rey, FA Cup
2. ↑  Bao gồm Football League Cup
3. ↑  Số lần ra sân tại Segunda División B play-offs
4. 1 2 3 4 5 6 7  Số lần ra sân tại UEFA Europa League
5. 1 2 3  Ra sân tại UEFA Super Cup
6. 1 2 3 4 5 6 7 8 9  Số lần ra sân tại UEFA Champions League
7. ↑  Hai lần ra sân tại Supercopa de España, một lần ra sân tại UEFA Super Cup
8. ↑  Hai lần ra sân và một bàn thắng tại UEFA Champions League, bốn lần ra sân tại UEFA Europa League
9. 1 2  Số lần ra sân tại Supercopa de España
10. ↑  Ra sân tại FA Community Shield
11. ↑  Bốn lần ra sân tại UEFA Champions League, bốn lần ra sân tại UEFA Europa League
12. ↑  Ba lần ra sân tại UEFA Champions League, chín lần ra sân tại UEFA Europa League

### Đội tuyển quốc gia

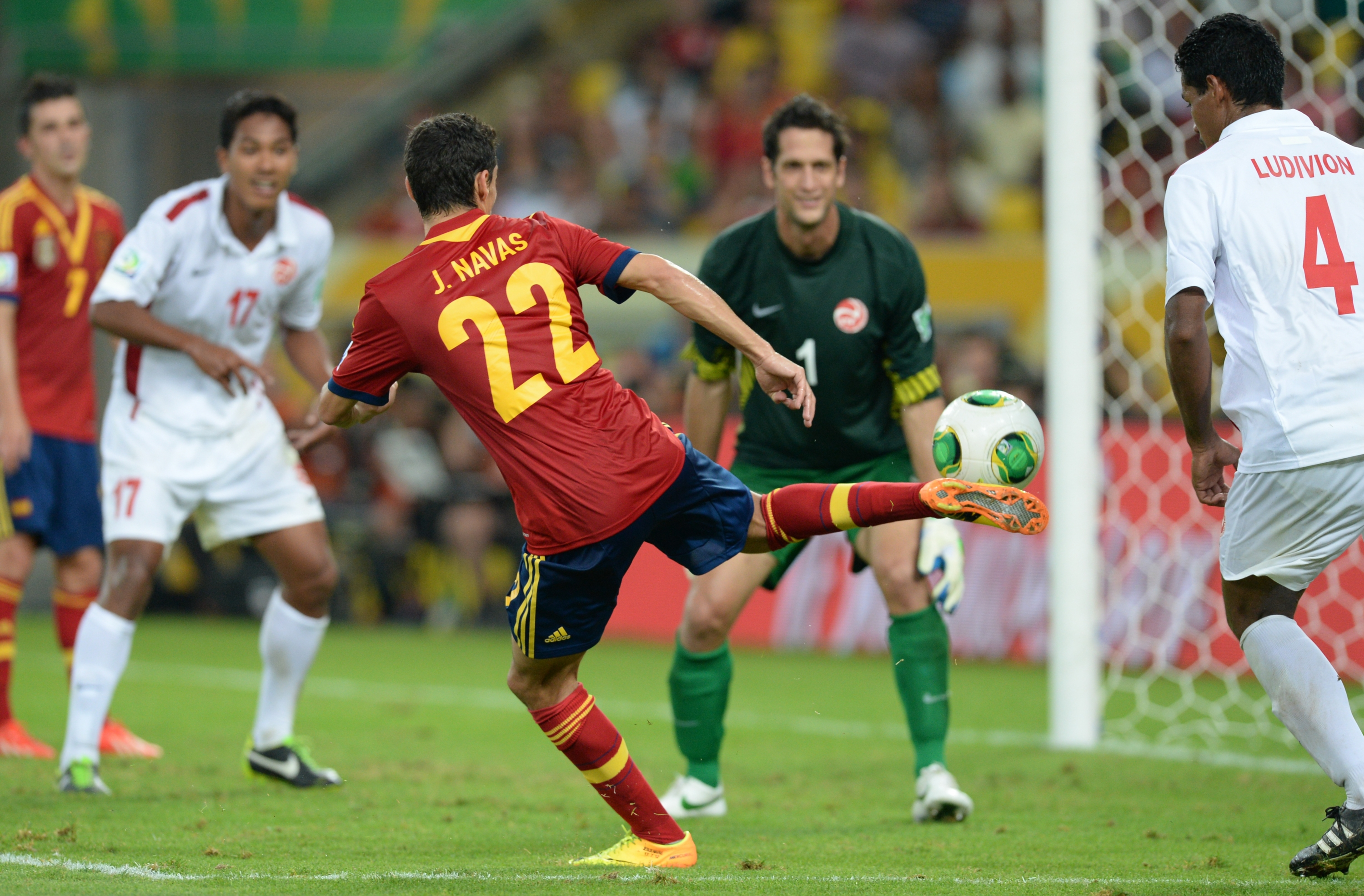
Navas chơi cho Tây Ban Nha trong trận đấu với Tahiti tại FIFA Confederations Cup 2013

| Đội tuyển quốc gia | Năm       | Trận | Bàn |
| ------------------ | --------- | ---- | --- |
| Tây Ban Nha        | 2009      | 2    | 0   |
| Tây Ban Nha        | 2010      | 9    | 1   |
| Tây Ban Nha        | 2011      | 3    | 0   |
| Tây Ban Nha        | 2012      | 8    | 1   |
| Tây Ban Nha        | 2013      | 12   | 1   |
| Tây Ban Nha        | 2014      | 1    | 0   |
| Tây Ban Nha        | 2015      | 0    | 0   |
| Tây Ban Nha        | 2016      | 0    | 0   |
| Tây Ban Nha        | 2017      | 0    | 0   |
| Tây Ban Nha        | 2018      | 0    | 0   |
| Tây Ban Nha        | 2019      | 7    | 2   |
| Tây Ban Nha        | 2020      | 4    | 0   |
| Tây Ban Nha        | 2021      | 0    | 0   |
| Tây Ban Nha        | 2022      | 0    | 0   |
| Tây Ban Nha        | 2023      | 4    | 0   |
| Tây Ban Nha        | 2024      | 6    | 0   |
| Tổng cộng          | Tổng cộng | 56   | 5   |

### Bàn thắng quốc tế
| #  | Ngày                 | Địa điểm                                           | Đối thủ        | Bàn thắng | Kết quả | Giải đấu            |
| -- | -------------------- | -------------------------------------------------- | -------------- | --------- | ------- | ------------------- |
| 1. | 3 tháng 6 năm 2010   | Tivoli-Neu, Innsbruck, Áo                          | Hàn Quốc       | 1–0       | 1–0     | Giao hữu            |
| 2. | 18 tháng 6 năm 2012  | PGE Arena, Gdańsk, Ba Lan                          | Croatia        | 1–0       | 1–0     | UEFA Euro 2012      |
| 3. | 10 tháng 9 năm 2013  | Sân vận động Genève, Genève, Thụy Sĩ               | Chile          | 2–2       | 2–2     | Giao hữu            |
| 4. | 8 tháng 6 năm 2014   | Tórsvøllur, Tórshavn, Quần đảo Faroe               | Quần đảo Faroe | 2–0       | 4–1     | Vòng loại Euro 2020 |
| 5. | 15 tháng 11 năm 2019 | Sân vận động Ramón de Carranza, Cádiz, Tây Ban Nha | Malta          | 7–0       | 7–0     | Vòng loại Euro 2020 |

## Danh hiệu
Sevilla
- Copa del Rey: 2006–07, 2009–10
- Supercopa de España: 2007

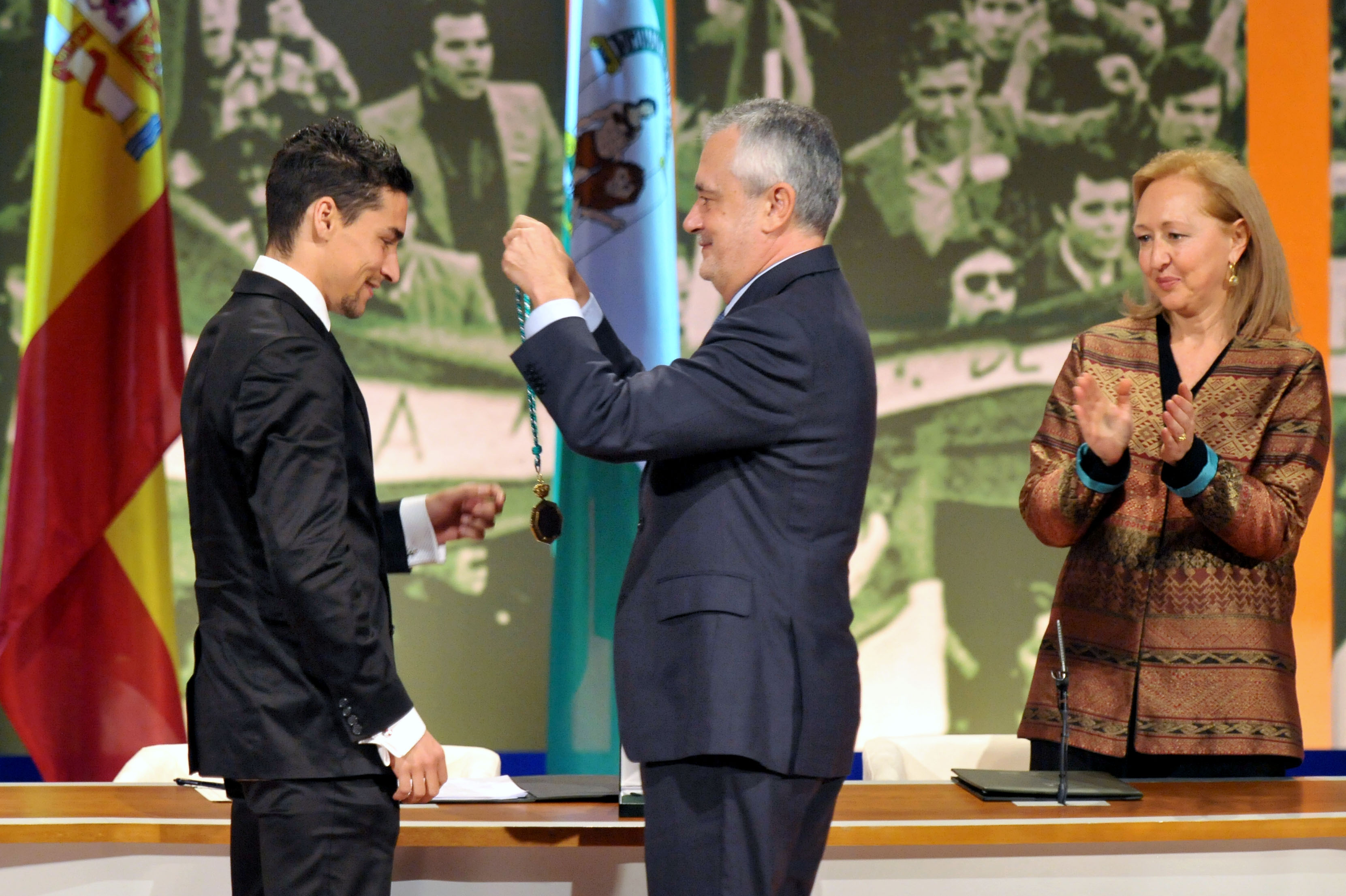
Navas nhận Huân chương Andalusia từ chủ tịch khu vực José Antonio Griñán năm 2011

- UEFA Europa League: 2005–06, 2006–07, 2019–20, 2022–23
- UEFA Super Cup: 2006

Manchester City
- Premier League: 2013–14
- EFL Cup: 2013–14, 2015–16

Tây Ban Nha
- FIFA World Cup: 2010[5]
- UEFA European Championship: 2012,[5] 2024[7]
- UEFA Nations League: 2022–23
- FIFA Confederations Cup á quân: 2013[5]

Cá nhân
- Tiền vệ tấn công xuất sắc nhất La Liga: 2009–10[8]
- Đội hình La Liga xuất sắc nhất mùa giải: 2018–19[9]
- Đội hình xuất sắc nhất mùa giải tại UEFA Europa League: 2019–20,[10] 2022–23[11]
- Cầu thủ xuất sắc nhất mùa giải của UEFA Europa League: 2022–23

Huân chương
- Huân chương Vàng Huân chương Thể thao Hoàng gia: 2011[12]